# Il palazzo del Doge visto da San Giorgio Maggiore
Il palazzo del Doge visto da San Giorgio Maggiore è un dipinto del 1908 di Claude Monet. Attualmente appartiene alla collezione del Metropolitan Museum of Art.

## Genesi
Monet dipinse quest'opera durante una visita a Venezia alla fine del 1908. Ritornò in Francia con molte opere incomplete, e si prese qualche anno per preparare ventinove opere per un'esposizione. Nel 1912 allestì la mostra di successo Claude Monet Venise alla galleria Bernheim-Jeune a Parigi.
Sei di queste opere mostrano i diversi effetti di luce creati durante il corso della giornata. Monet di solito dipingeva diverse copie della stessa opera; questo processo è meglio conosciuto come dipinto in serie. questi dipinti furono realizzati nei primi anni della sua carriera quando insieme ad un altro impressionista si interessò al en plein air e furono ispirati dagli effetti dei cambiamenti di luce.
Il Palazzo del Doge fu realizzato negli ultimi anni della sua carriera quando aveva già acquisito un proprio stile, tuttavia quest'opera ebbe meno successo a causa del poco tempo trascorso a Venezia che lo costrinse a ultimare la serie a Parigi.

## Descrizione
Il Palazzo del Doge è realizzato con la tecnica dell'olio su tela. È alto 65,4 cm e largo 92,7 cm.
Questo lavoro rappresenta il Palazzo del Doge, un simbolo della città di Venezia e sede storica del governo della Repubblica di Venezia, assieme ai palazzi sul lungomare di Riva degli Schiavoni.
La scena è vista dall'isola di San Giorgio Maggiore.

## Influenza
Nonostante il breve tempo trascorso da Monet a Venezia, i lavori qui iniziati come il Palazzo del Doge sono tra i suoi capolavori. Questi dipinti mostrano la sua influenza dai tramonti veneziani. Dopo l'esposizione a Parigi del 1912, girò il mondo e venne collocato definitivamente presso il Metropolitan Museum of Art di New York.